# Honda Racing Corporation
Pour les articles homonymes, voir HRC.
Honda Racing Corporation (HRC) est une branche du groupe Honda. Cette structure, fondée en 1982, est chargée de la conception et du développement des machines haute performances et compétition de la marque de motos japonaise.
La société combine la participation à des courses de moto à travers le monde avec le développement de machines de course. Ses activités de course sont une source importante pour la création de techniques utilisées dans le développement des motos Honda. Les activités du HRC comprennent la vente de motos de course de production, le soutien aux équipes satellites et les programmes d’éducation des pilotes.

## MotoGP

### 2009
| Écuries                      | Modèle | Classement | Pneu | N° | Pilotes          | Classement |
| ---------------------------- | ------ | ---------- | ---- | -- | ---------------- | ---------- |
| Repsol Honda Team            | RC212V | 2          | B    | 3  | Daniel Pedrosa   | 3          |
| Repsol Honda Team            | RC212V | 2          | B    | 4  | Andrea Dovizioso | 6          |
| Team San Carlo Honda Gresini | RC212V | 5          | B    | 58 | Alex De Angelis  | 8          |
| Team San Carlo Honda Gresini | RC212V | 5          | B    | 24 | Toni Elías       | 7          |
| Scot Racing Team             | RC212V | 10         | B    | 72 | Yuki Takahashi   | 20         |
| Scot Racing Team             | RC212V | 10         | B    | 41 | Gábor Talmácsi   | 17         |
| LCR Honda Moto GP            | RC212V | 9          | B    | 14 | Randy de Puniet  | 11         |

### 2010
| Écuries                      | Modèle | Classement | Pneu | N° | Pilotes          | Classement |
| ---------------------------- | ------ | ---------- | ---- | -- | ---------------- | ---------- |
| Repsol Honda Team            | RC212V | 2          | B    | 26 | Daniel Pedrosa   | 2          |
| Repsol Honda Team            | RC212V | 2          | B    | 4  | Andrea Dovizioso | 5          |
| Team San Carlo Honda Gresini | RC212V | 5          | B    | 58 | Marco Simoncelli | 8          |
| Team San Carlo Honda Gresini | RC212V | 5          | B    | 33 | Marco Melandri   | 10         |
| Interwetten Honda Moto       | RC212V | 10         | B    | 7  | Hiroshi Aoyama   | 15         |
| Interwetten Honda Moto       | RC212V | 10         | B    | 15 | Alex De Angelis  | 18         |
| LCR Honda Moto GP            | RC212V | 7          | B    | 14 | Randy de Puniet  | 9          |

### 2011
| Écuries                      | Modèle | Classement | Pneu | N° | Pilotes          | Classement |
| ---------------------------- | ------ | ---------- | ---- | -- | ---------------- | ---------- |
| Repsol Honda Team            | RC212V | 1          | B    | 26 | Daniel Pedrosa   | 4          |
| Repsol Honda Team            | RC212V | 1          | B    | 4  | Andrea Dovizioso | 3          |
| Repsol Honda Team            | RC212V | 1          | B    | 27 | Casey Stoner     | 1          |
| Team San Carlo Honda Gresini | RC212V | 4          | B    | 58 | Marco Simoncelli | 6          |
| Team San Carlo Honda Gresini | RC212V | 4          | B    | 17 | Hiroshi Aoyama   | 10         |
| LCR Honda Moto GP            | RC212V | 9          | B    | 24 | Toni Elías       | 15         |